# Gieorgij Miszarin
Gieorgij Pawłowicz Miszarin (ros. Георгий Павлович Мишарин; ur. 11 maja 1985 w Swierdłowsku) – rosyjski hokeista, reprezentant Rosji.

## Kariera
- Dinamo-Eniergija Jekaterynburg (2002-2003)
- Saginaw Spirit (2003-2004)
- Nieftiechimik Niżniekamsk (2004-2005)
- CSKA Moskwa (2005-2006)
- Dinamo Moskwa (2006-2007)
- CSKA Moskwa (2007-2011)
- Mietałłurg Magnitogorsk (2011-2013)
- CSKA Moskwa (2013-2015)
- Sibir Nowosybirsk (2015-2017)
- Awtomobilist Jekaterynburg (2017-2019)
- Torpedo Niżny Nowogród (2019-)

Wychowanek Dinama-Energija Jekaterynburg. Od lutego 2011 zawodnik Mietałłurga Magnitogorsk. W maju 2011 roku przedłużył kontrakt z klubem o dwa lata. Zawodnikiem klubu był do 30 kwietnia 2013. W maju 2013 po raz trzeci w karierze został graczem CSKA Moskwa, związany dwuletnim kontraktem. Od maja 2015 zawodnik Sibiru. W maju 2017 przeszedł do Awtomobilista Jekaterynburg. W sierpniu 2019 został zawodnikiem Torpedo Niżny Nowogród, gdzie w maju 2020 przedłużył kontrakt.
Uczestniczył w turnieju mistrzostw Świata w 2005.

## Sukcesy
Reprezentacyjne
- Brązowy medal mistrzostw świata juniorów do lat 18: 2003
- Srebrny medal mistrzostw świata juniorów do lat 18: 2005

Klubowe
- Puchar Kontynentu: 2015 z CSKA Moskwa
- Brązowy medal mistrzostw Rosji: 2015 z CSKA Moskwa

Indywidualne
- KHL (2014/2015): najlepszy obrońca miesiąca - listopad 2014[10]